# ريتشارد أنتوني
ريتشارد أنتوني (بالفرنسية: Richard Anthony)‏ هو مغني فرنسي، ولد في 13 يناير 1938 في القاهرة في مصر لعائلة من أصل سوري، وتوفي في 20 أبريل 2015 في بيجوماس في فرنسا بسبب سرطان.

## وصلات خارجية
- الموقع الرسمي
- ريتشارد أنتوني على موقع IMDb (الإنجليزية)
- ريتشارد أنتوني على موقع ميوزك برينز (الإنجليزية)
- ريتشارد أنتوني على موقع أول ميوزيك (الإنجليزية)
- ريتشارد أنتوني على موقع ديسكوغز (الإنجليزية)
- ريتشارد أنتوني على موقع قاعدة بيانات الفيلم (الإنجليزية)